# Jaspis sollasi
Jaspis sollasi är en svampdjursart som först beskrevs av Burton och Rao 1932.  Jaspis sollasi ingår i släktet Jaspis och familjen Ancorinidae. Inga underarter finns listade i Catalogue of Life.